# Ried im Zillertal
Ried im Zillertal è un comune austriaco di 1 271 abitanti nel distretto di Schwaz, in Tirolo. Si trova nella Zillertal.